# Ponta Porã (ort)
Ponta Porã är en ort i Brasilien.   Den ligger i kommunen Ponta Porã och delstaten Mato Grosso do Sul, i den södra delen av landet, 1 100 km sydväst om huvudstaden Brasília. Ponta Porã ligger 659 meter över havet och antalet invånare är 55 763.
Terrängen runt Ponta Porã är platt åt sydost, men åt nordväst är den kuperad. Det finns inga andra samhällen i närheten.
Omgivningarna runt Ponta Porã är huvudsakligen savann. Runt Ponta Porã är det glesbefolkat, med 20 invånare per kvadratkilometer.